# فن قوطي

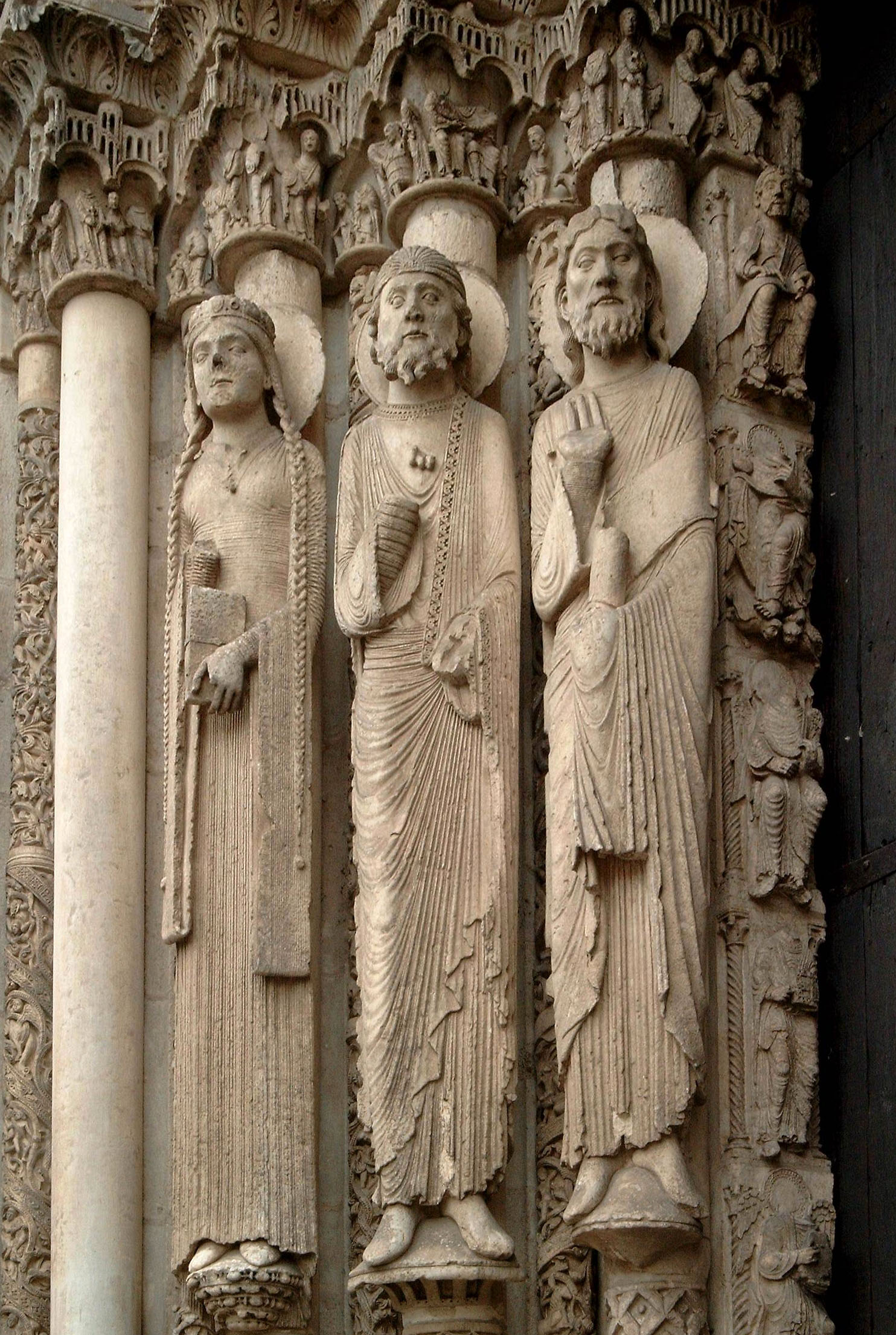
البوابة الغربية (الملكية) في كاتدرائية شارتر (تعود إلى حوالي عام 1145) - هذه التماثيل المعمارية هي من أولى التماثيل القوطية كانت ثورية في نمطها ونموذجًا عن جيل من النحّاتين.

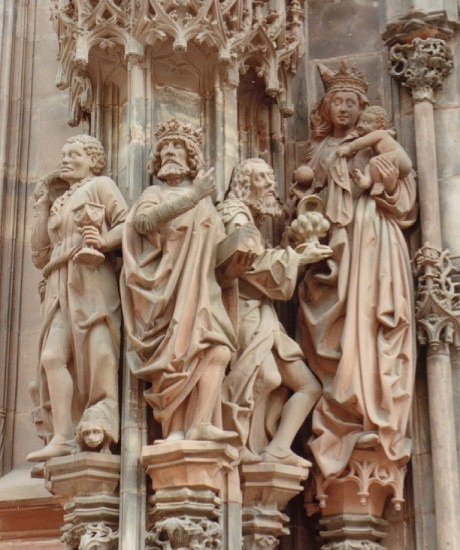
نحت قوطي لاحق لمشهد تنسك المجوس في كاتدرائية ستراسبورغ.

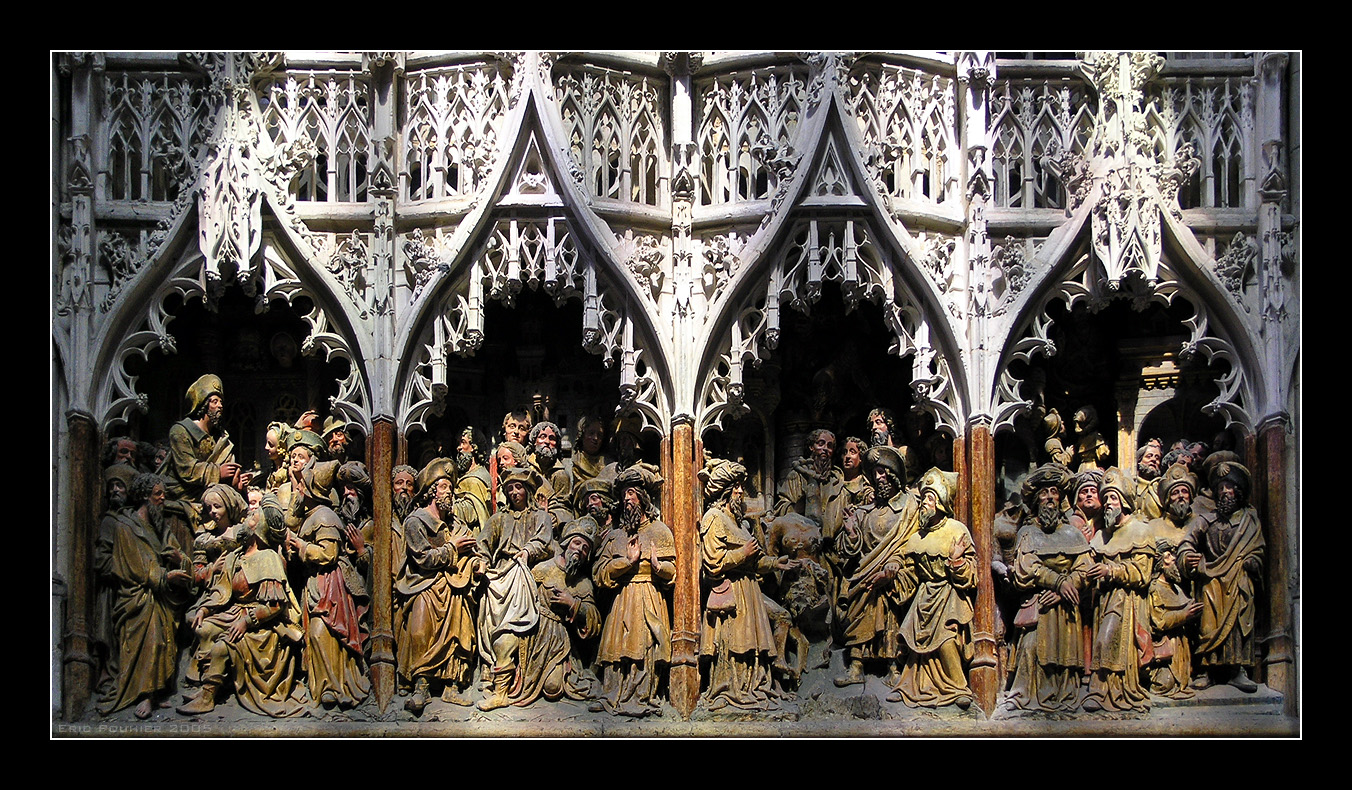
النحت القوطي في أواخر القرن الخامس عشر

الفن القوطي (Gothic art) كان نوعاً من فنون العصور الوسطى الذي تطور في فرنسا من الطراز الرومانيسكي في وسط القرن الثاني عشر ميلادي، حيث أدى بشكل متزامن إلى تطوير العمارة القوطية أيضاً. انتشر في جميع أرجاء أوروبا الغربية في حين استيلائه كلياٌ على فنون منطقة شمال الألب حينها، تاركاً بصمة واضحة على الكثير من الفنون الإيطالية الكلاسيكية.في أواخر القرن الرابع عشر ميلادي، بدأ تطوير نمط بناء وزخرفة الفن القوطي العالمي حتى نهاية القرن الخامس عشر ميلادي.في العديد من المناطق، وخصوصاً ألمانيا، حيث تم تطور الفن القوطي بشكل ممتاز في القرن السادس عشر ميلادي قبل دخول هذا الفن كأحد من عناصر فن عصر النهضة. إن الوسائط الأساسية في الفن القوطي تتألف من مخطوطات ورسومات وزجاج مزخرف.
عند تعريف الفترات الفنية في جميع الوسائط، تُستخدم تحولات الطراز الرومانسيكي إلى الطراز القوطي، وتحولات الطراز القوطي إلى طراز عصر النهضة التي يمكن التعرف عليها بسهولة في الهندسة المعمارية، على الرغم من تطور الفنون التصويرية بوتيرة مختلفة وطرق عديدة.
تُعد أعمال النحت الضخمة على جدران الكاتدرائيات والأديرة من أقدم الأمثلة على الفن القوطي. غلبت الرمزية على الفن المسيحي، إذ كان يعرض قصص العهد القديم والحديث جنبًا إلى جنب، وغالبًا ما صور حياة القديسين. تحولت صور مريم العذراء من الشكل البيزنطي الرمزي إلى أم أكثر إنسانية وعاطفية تحضن رضيعها الذي يتعلق بها، مظهرة السلوك الراقي لسيدة بلاط أرستقراطية.
تزامن ظهور الفن العلماني في هذه الفترة مع صعود المدن وإنشاء الجامعات وزيادة التجارة وإنشاء اقتصاد قائم على المال وإنشاء طبقة برجوازية قادرة على رعاية أعمال الفنون والعمولات التي تؤدي إلى انتشار اللوحات والمخطوطات المزخرفة. شجعت الزيادة في معرفة القراءة والكتابة وتنامي أدب العامية العلماني على تمثيل الموضوعات العلمانية في الفن. تشكلت النقابات التجارية بفضل نمو المدن، وكثيرًا ما طُلب من الفنانين أن ينتسبوا لنقابة الرسامين بصفتهم أعضاء فيها. نتيجة لذلك، أصبح عدد الفنانين المعروفين بالاسم في هذه الفترة أكبر من أي وقت سابق نظرًا لتحسين الاحتفاظ بالسجلات. كان بعض من الفنانين على قدر كافٍ من الجرأة لتوقيع أسمائهم.

## الأصول
ظهر الفن القوطي في إيل دو فرانس، أوائل القرن الثاني عشر في كاتدرائية سان دوني التي بناها أبوت سوجير. انتشر هذا النمط بسرعة وتخطى أصوله المعمارية وصولًا إلى المنحوتات سواء أكانت بالحجم الطبيعي للإنسان أم بالأحجام الضخمة، وفن النسيج واللوحات التي اتخذت أشكالًا متنوعة منها اللوحات الجدارية والزجاج المعشق والمخطوطات المذهبة والرسومات اللوحية. اعتُبرت النظم الرهبانية -لاسيما السيسترسية والكارتيزانية- نظمًا بنائية مهمة نشرت الأسلوب وطورت أشكالًا مختلفة منه في جميع أنحاء أوروبا. ظلت الاختلافات الإقليمية في الهندسة المعمارية مهمة، حتى عند تطور أسلوب عالمي متماسك يُعرف باسم القوطية الدولية في أواخر القرن الرابع عشر، استمر حتى أواخر القرن الخامس عشر وما بعده في العديد من المناطق.
على الرغم من أن الفن القوطي كان علمانيًا أكثر بكثير مما يُعتقد عنه اليوم، وكان معدل الفن الديني الناجي أفضل من نظيره العلماني عمومًا، فإن نسبة كبيرة من الفن الذي أُنتج في تلك الفترة كان دينيًا، سواء بتكليف من الكنيسة أو العامة. كان الفن القوطي بطبيعته رمزيًا، ما عكس اعتقادًا بأن أحداث العهد القديم سبقت أحداث العهد الجديد، وأن هذا بالفعل ما شكل أهميتها الرئيسة.
عُرضت مشاهد العهد القديم والعهد الجديد جنبًا إلى جنب في أعمال مثل منظار الخلاص الإنساني وزخرفة الكنائس. تزامنت الفترة القوطية مع انتعاش في التعبد المريمي الذي لعبت فيه الفنون البصرية دورًا رئيسًا. تطورت صور مريم العذراء من الأنواع البيزنطية الهرطقية من خلال تتويج العذراء إلى أنواع أكثر إنسانية وحميمية، وحظيت دورات حياة العذراء بشعبية كبيرة. قدم فنانون مثل جوتو وفرا أنجيليكو وبيترو لورينزيتي في إيطاليا -إلى جانب الرسم الهولندي المبكر- واقعية وإنسانية أكثر طبيعية للفن. اكتسب الفنانون الغربيون ورعاتهم ثقة أكبر بالأيكونغرافيا المبتكرة، وشوهد المزيد من الأصالة على الرغم من استخدام معظم الفنانين لنفس الصيغ المنسوخة.
تأثرت الأيكونغرافيا بالتغيرات الحاصلة في علم اللاهوت، مع انتشار تصوير مفهوم انتقال ماري بدل موضوع وفاة العذراء الأقدم منه، وبالممارسات التعبدية مثل التعبد الحديث، الذي نتج عنه معالجات جديدة للمسيح في مواضيع مثل رجل الأحزان وبييتا، إذ شدد هذان الموضوعان على معاناته الإنسانية وضعفه في حركة موازية لتصوير العذراء. يُصور المسيح وهو يعرض صدره المغطى بجروح آلامه حتى في أيام القيامة. عُرض القديسون على نحو أكثر تواترًا، من خلال قطعة المحراب التي تصور القديسين ذوي الصلة بالكنيسة التي تنتمي لها القطعة أو بالمتبرع بها، بحضور موضوع الصلب أو السيدة العذراء والطفل، أو أنهم كانوا يحتلون المساحة المركزية نفسها (عادة من أجل الأعمال المصممة للكنائس الجانبية). جرى على مدار هذه الفترة التخلص من السمات الأيكونغرافية التي نشأت في الأناجيل المنتحلة وقُضي عليها تدريجيًا تحت ضغط رجال الدين مثل القابلات في المهد، على الرغم من اعتبار البعض لها أمرًا راسخًا وغير ضار.

## أصل التسمية
اسُتخدمت كلمة «قوطي» في الفن كمرادف لكلمة «بربري» في بداية الأمر، ومن هنا أخذ استخدامها بالانتشار. رأى منتقدو هذا النوع من فن العصور الوسطى أنه نوع بدائي وبعيد للغاية عن النسب والأشكال الجمالية للفن الكلاسيكي. اعتقد مؤلفو عصر النهضة أن سقوط روما على يد القبائل القوطية في عام 410 تسبب في زوال العالم الكلاسيكي والقيم التي اعتزوا بها. اشتكى العديد من المعماريين والكتاب الإيطاليين في القرن الخامس، من أن الأنماط «البربرية» الجديدة التي تتدفق من شمال جبال الألب تشكل تهديدًا مماثلًا للإحياء الكلاسيكي الذي روج له عصر النهضة المبكر.
اسُتخدم وصف «القوطية» لهذا الفن أول مرة في خطاب رفائيل إلى البابا ليو العاشر في عام 1518 وعممها بعد ذلك الفنان والكاتب الإيطالي جورجيو فازاري، إذ استخدمها مبكرًا منذ عام 1530، واصفًا الفن القوطي بأنه «اضطراب وحشي وبربري». ادعى رفائيل أن الأقواس المدببة في العمارة الشمالية كانت بمثابة استمرار للأكواخ البدائية التي صنعها سكان الغابات الجرمانية عبر ثني الأشجار إلى بعضها، وهي أسطورة من شأنها أن تطفو على السطح في وقت لاحق بإحساس أكثر إيجابية في كتابات الحركة الرومانسية الألمانية. تعرض «الفن القوطي» لانتقادات شديدة من مؤلفين فرنسيين مثل بوالو ولابرويير وروسو، قبل أن يصبح شكلًا من أشكال الفن المعترف به، وثبات صيغته. يعلق موليير على القوطية:
المذاق المحبب للآثار القوطية،
هؤلاء الوحوش البغيضة من قرون الجاهلية،
التي انبثقت منها سيول البربرية.
أُطلق على الفن القوطي في البداية «العمل الفرنسي»، وهذا شاهد على ريادة فرنسا في إنشاء هذا النمط.

## الرسم

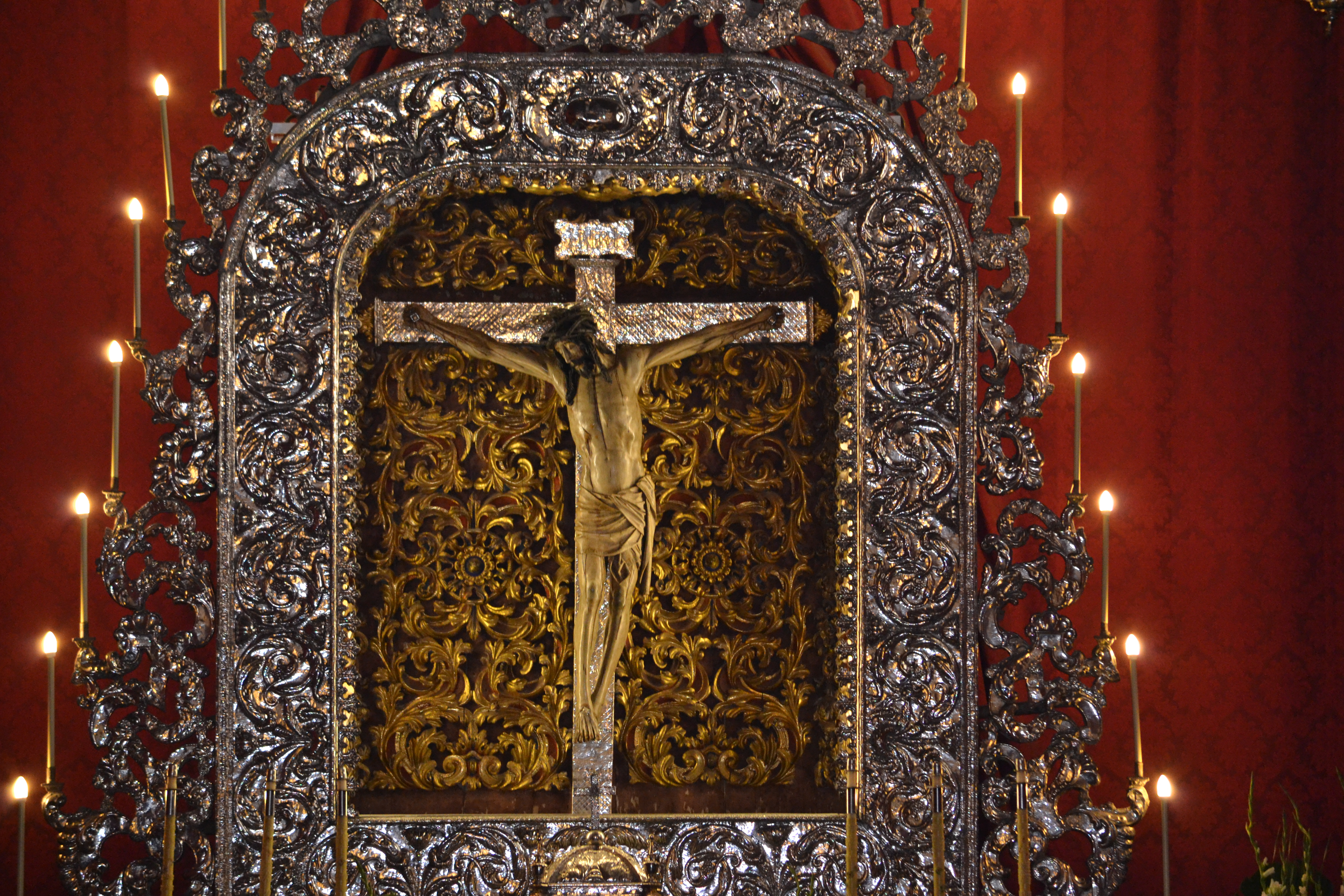
مجموعة كريستو دي لا لاغونا من إلدوينديسواريز

لم يظهر أسلوب الرسم القوطي إلا نحو عام 1200، أي بعد نحو 50 عامًا من ظهور القوطية في العمارة والنحت. لا يعَد الانتقال من الرومانسيكية إلى القوطية أمرًا دقيقًا للغاية ولا حتى اختراقًا واضحًا على الإطلاق، إذ غالبًا ما قُدمت التفاصيل الزخرفية القوطية قبل حدوث تغيير كبير في أسلوب الأشكال أو التراكيب نفسها. أصبحت بعدها الأشكال أكثر حيوية في تعبيرات الوجه والوضعيات، ومالت إلى كونها أصغر بالنسبة لخلفية المشاهد، ورُتبت بحرية أكبر في المساحة التصويرية عند توفر متسع. حصل هذا الانتقال في إنجلترا وفرنسا نحو عام 1200، وفي ألمانيا نحو عام 1220 وإيطاليا نحو عام 1900. مورس الرسم خلال الفترة القوطية بأربعة وسائط أساسية: التصوير الجصي والرسومات اللوحية والمخطوطات المذهبة والزجاج المعشق.